# Върколак и Х-Мен
„Върколак и Х-Мен“ (на английски: Wolverine and the X-Men) е американски анимационен сериал и четвъртата адаптация, базирана на героите от Х-Мен, след „Гордостта на Х-Мен“, „Х-Мен“ и „Х-Мен: Еволюция“. Не е свързан с останалите поредици.